# Serhan Yılmaz
Serhan Yılmaz (* 20. Februar 1995 in Oğuzeli) ist ein türkischer Fußballspieler.

## Karriere
Yılmaz begann mit dem Vereinsfußball in der Jugend von Gaziantepspor und wurde auf Wunsch des Trainers Hikmet Karaman im April 2012 zusammen mit einigen anderen jungen Spielern wie İhsan Yelis, İbrahim Halil Yaşar und Tufan Kelleci mit einem Profivertrag versehen. Obwohl er weiterhin schwerpunktmäßig für die Reservemannschaft aktiv war, wurde er am Training der Profis beteiligt und saß bei einigen Partien der Profis auf der Ersatzbank. Nachdem er für die Saison 2013/14 an Erzincan Refahiyespor ausgeliehen wurde, blieb er in der Saison 2014/15 bei Gaziantepspor und gab in der Pokalbegegnung vom 25. September 2014 gegen Erzin Belediyespor sein Debüt für die Profis. Für die Hinrunde der Saison 2015/16 lieh ihn sein Verein an den Drittligisten Kocaeli Birlikspor aus und für die Rückrunde der gleichen Saison an Darıca Gençlerbirliği. Am Saisonende wurde sein Leihvertrag um eine weitere Saison verlängert. Im Januar verließ er diesen Verein vorzeitig und wurde dann von Gaziantepspor für den Rest der Saison an Batman Petrolspor ausgeliehen.